# Nagy-ág
A Nagy-ág (ukránul Ріка [Rika]) folyó Kárpátalján, a Huszti járásban, a Tisza jobb oldali mellékfolyója. Hossza 92 km, vízgyűjtő területe 1240 km².
Az Ökörmezői járásban két patak egyesüléséből ered. Ezek közül a nagyobbik a Ripinye (Ripinka), amely Felsőhidegpatak mellett ered. A másik a Bisztra patak, amely Priszlop falunál ered. A két patak Vízköznél egyesül, onnan Nagy-ágként folyik tovább. Felső szakasza szűk völgyben halad, Iza környékén fokozatosan szélesedik a medencéje. Átlagos esése 10 m/km. Husztnál ömlik a Tiszába, amelynek a legnagyobb vízhozamú mellékfolyója. Nagyobb települések a folyó mentén Ökörmező és Huszt, utóbbinál a folyó partja kedvelt pihenőhelynek számít.
A Nagy-ágon működik az 1950-es évek elején épült 27 MW teljesítményű Talabor–Nagy-ági vízerőmű, amely két folyó, a Nagy-ág és a Talabor szintkülönbségéből adódó energetikai lehetőségeket használja ki.

## Települések a folyó mentén
(Zárójelben az ukrán név szerepel.)
- Vízköz (Сойми)
- Ökörmező (Міжгір'я)
- Gombástelek (Запереділля)
- Podcsumály (Підчумаль)
- Félszeg (Противень)
- Alsóbisztra (Нижній Бистрий)
- Gancos (Гонцош)
- Rápigy (Ряпідь)
- Berezna (Березово)
- Monostor (Монастирець)
- Herincse (Горінчово)
- Lipcse (Липча)
- Poszics (Посіч)
- Keselymező (Кошельово)
- Iza (Іза)
- Túlanagyágtelep (Зарічне)
- Huszt (Хуст)

## Képek

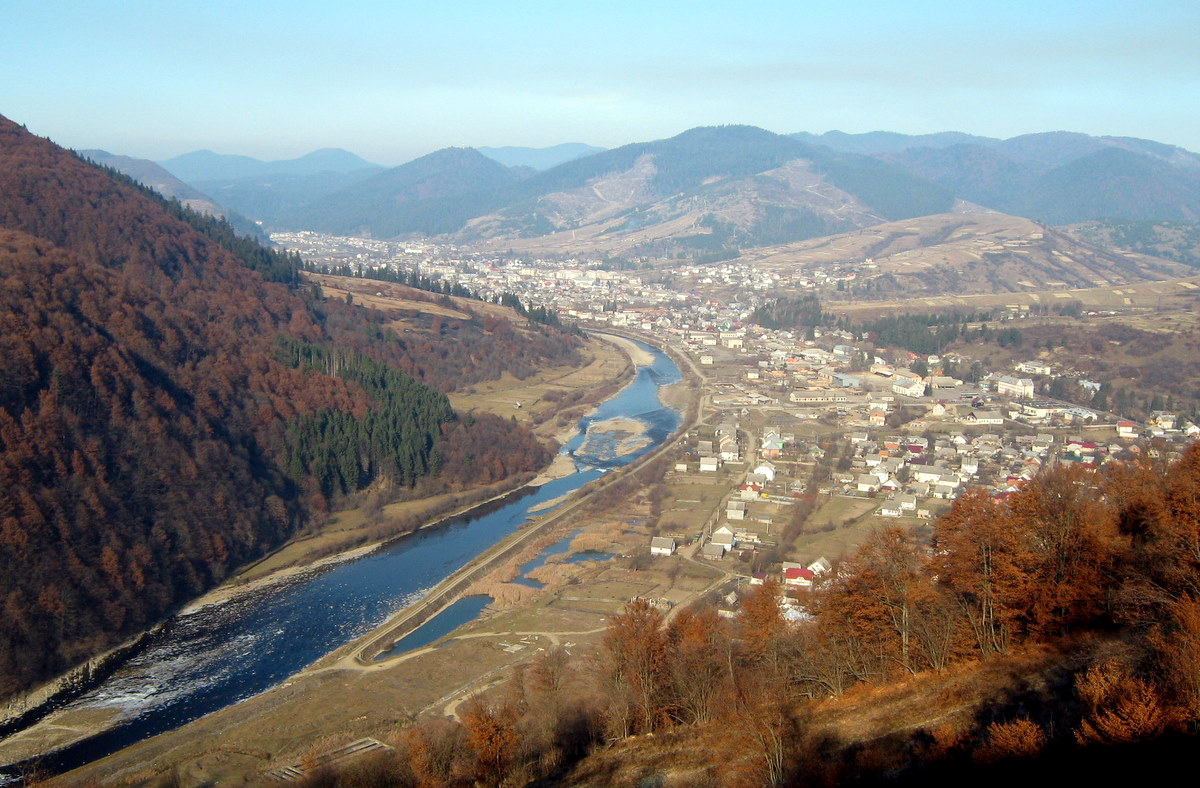
A folyó Ökörmezőnél
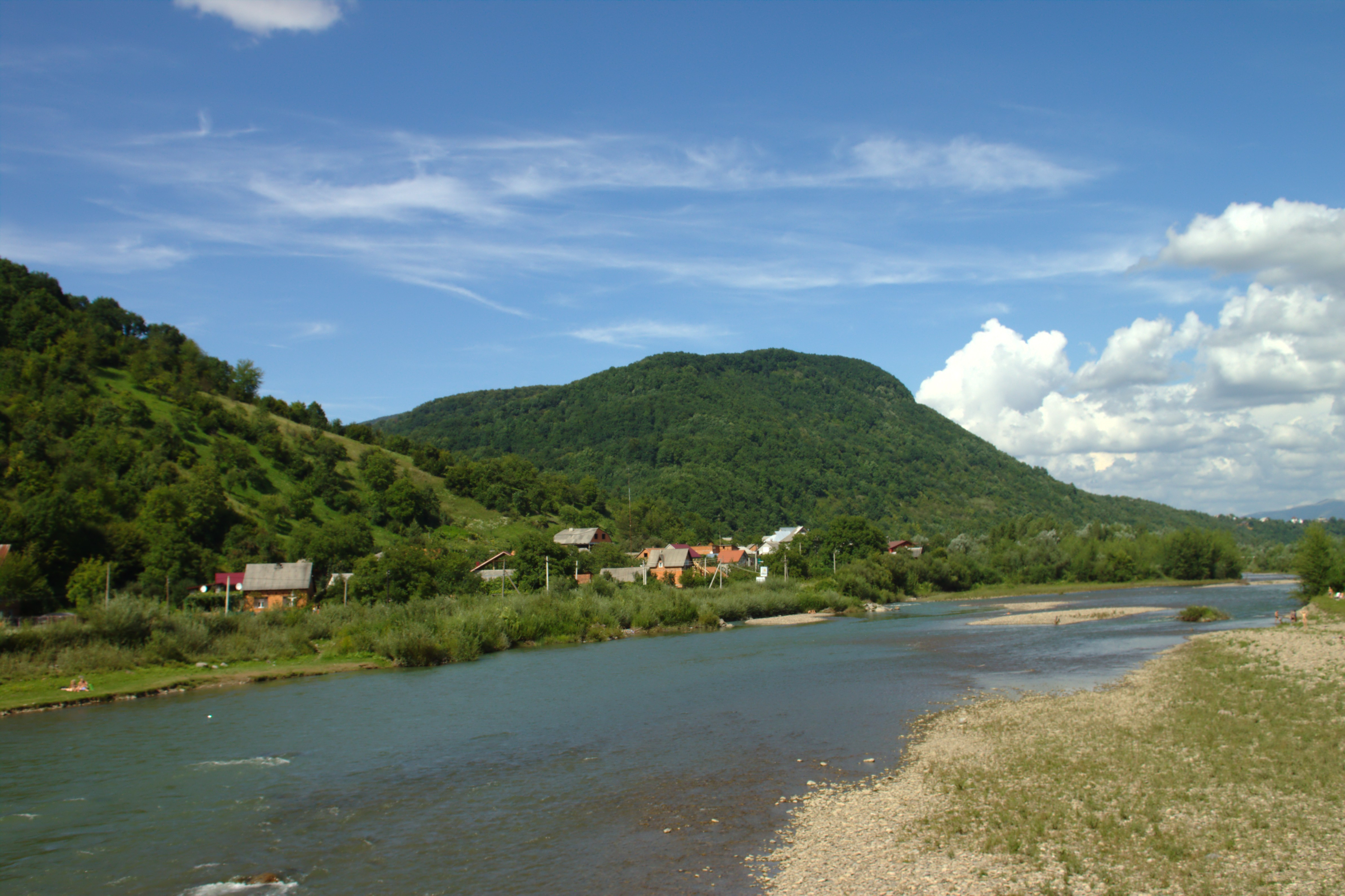
A folyó Túlanagyágtelepnél
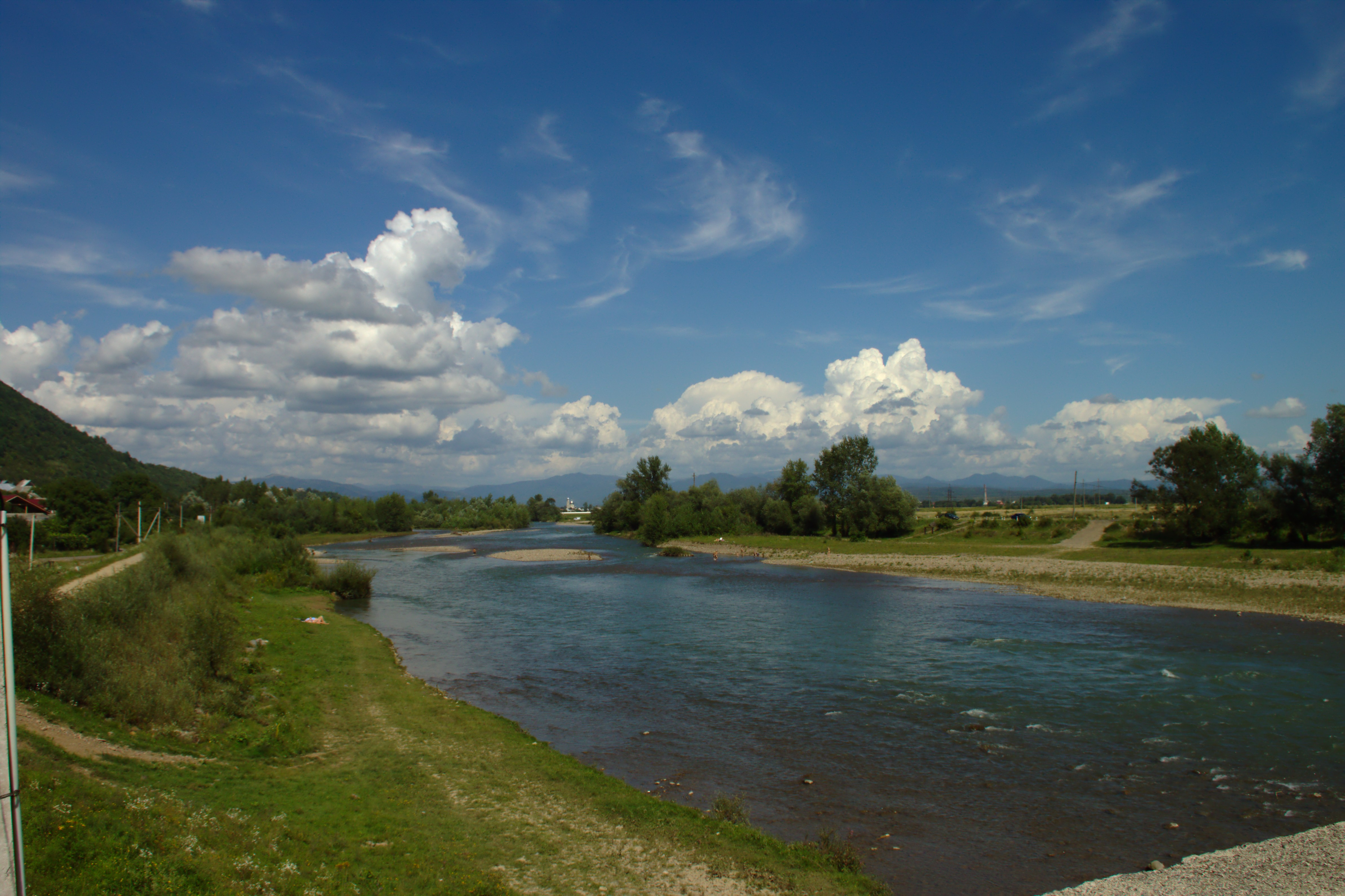
A Nagy-ág Túlanagyágtelepnél